# Cousteau (banda)
Cousteau fue una banda británica de música Pop que alcanzó un considerable éxito internacional entre 1998 y 2005 gracias al sencillo  "The Last Good Day of the Year", usado en diferentes campañas publicitarias (Nissan en Estados Unidos y Borsci en Italia), películas, documentales y programas de televisión de todo el mundo. 

## Historia
Proyecto personal del músico australiano Davey Ray Moor, compositor, líder y fundador de la banda, que se completó con el bajista Joe Peet, el batería Craig Vear y el vocalista irlandés Liam McKahey. Debutan en 1999 con el álbum homónimo Cousteau, publicado en España por el sello Naïve Records, cosechando un gran éxito tanto de prensa como de público, especialmente en Estados Unidos e Italia, donde llegó a ser disco de oro, gracias a la utilización del sencillo "The Last Good Day of the Year" en varias campañas publicitarias. "The Last Good Day of the Year" aparece también en la banda sonora de Ils se marièrent et eurent beaucoup d'enfants, película francesa ganadora de la sección oficial del Festival Internacional de Cine de Toronto 2005 y de la británica South Kensington (2001). El álbum logró unas ventas globales de 230.000 copias y la banda se embarcó en una extensa gira acompañando a artistas como The Dandy Warhols, David Gray y Goldfrapp.
En 2002 publican su segundo álbum, Sirena, cuyo título en español pretende ser un homenaje a sus seguidores en España e Italia. Este trabajo logró unas ventas de 80.000 copias en todo el mundo y fue enormemente elogiado por la prensa. Sin embargo, y a pesar de la buena trayectoria de la banda, el compositor y productor Davey Ray Moor decidió abandonar la formación en 2003 para centrarse en otros proyectos. 
Con el vocalista Liam McKahey ejerciendo de compositor y bajo la producción de Ger McDonnel, productor de U2, Cousteau publicaron su tercer trabajo, Nova Scotia en 2005. El álbum fue publicado en Estados Unidos en 2006, donde, por razones legales, la banda pasó a denominarse Moreau. Tras la publicación de este trabajo la banda se disolvió definitivamente. 

## Miembros
- Liam McKahey – voz, percusión
- Davey Ray Moor – compositor, múltiples instrumentos
- Robin Brown – guitarra
- Joe Peet – bajo, violín
- Dan Church – batería en el álbum Cousteau
- Craig Vear - batería
- Dan Moore – teclados

## Discografía
- Cousteau - 1999, Global Warming Ltd (GLOB CD 5)
- Sirena - 2002, Palm Pictures Ltd (PALMCD 2083-2)
- Nova Scotia - 2005, Endeavour (602498711996)